# NEWSジャーナル コンタクト
『NEWSジャーナル コンタクト』（ニュースジャーナル・コンタクト）は、2004年11月5日から2008年3月28日まで、奈良テレビで毎週金曜日の22:00 - 22:15（JST）に放送されていたトーク番組である。

## 概要
各界の著名人に、当時奈良テレビ放送の社長だった弓場季彦がニュースな視点から直接インタビューする。本番組は、奈良テレビで当時放送されていたワイドニュース番組『ニュースONステージ』の1コーナーであった「VIPオンステージ」が発展的に独立する形でスタートしたものである。
本番組にインタビューアーとして出演していた弓場は、奈良テレビ放送の社長就任後、「企業のリーダーは自らが広告塔に徹していくべきだ」という考えのもと、弓場自らが制作総指揮として番組の制作に関与する番組や、ゲストや司会として出演する番組を多数スタートさせた。本番組もこうした経緯でスタートした番組の一つであった。
弓場の社長退任前の2008年3月に弓場が関わる番組が一斉に終了した際、本番組も同年3月28日を以って放送を終了した。
本番組の前身である「VIPオンステージ」と本番組は、弓場の社長在任時に書籍化が行われ、「VIPオンステージ」は1巻、本番組は計7巻発売されていた。

## 出演者

### インタビューアー
- 弓場季彦

### ナレーター
- 古塩篤代

## 放送時間
- 毎週金曜日 22:00 - 22:15（15分間）
  - 毎週日曜日8:00 - 8:15に再放送を実施。

## 関連書籍
- いいご縁でした―明日を創る人々が紡いだ至高の言葉TVN「VIPオンステージ」保存版
- TVN「Newsジャーナルコンタクト」保存版vol.1〜7